# Sociedad de Eusko Folklore

La Sociedad del Eusko-Folklore es un grupo de investigación y estudio del saber popular. Fue iniciada por José Miguel de Barandiarán en 1921. 
Fue creada con el objetivo de investigar la cultura popular vasca desde un punto de vista que, poco se acercaba a los métodos científicos instaurados en la época. Con la creación de equipos de investigación etnográfica pretendían dar cuenta de los fenómenos sociales y de los agentes que los provocaban o los extinguían.
Esta agrupación , que contaba con sus estatutos, se ubicó en el Seminario Conciliar de Vitoria, donde a la sazón su fundador era profesor. Juntamente con él, los primeros miembros de Eusko-folklore fueron su compañero de claustro D.Manuel de Lekuona y una decena de discípulos de ambos que compartían inquietudes de investigación en esta disciplina, por entonces novedosa en el régimen de los estudios eclesiásticos.
En 1925, la Sociedad de Eusko-Folklore se vio obligada a cambiar de sede; en adelante, hasta 1936, su archivo y lugar de trabajo encontró acomodo en la Escuela de Artes y Oficios de la misma ciudad y su Laboratorio de Etnología funcionó al acaparo de Eusko-Ikaskuntza-Sociedad de Estudios Vascos.

## Historia
Los estudios e investigaciones etnográficas del pueblo vasco fueron iniciados por José Miguel de Barandiarán en el Seminario Diocesano de Vitoria, asociando a su labor a un grupo de 45 alumnos. Ese grupo cristalizó en 1920 en el Instituto Ikuska y el 2 de abril de 1921 en la Sociedad de "Eusko-Folklore", cuyo objeto era investigar la cultura popular vasca, sobre todo en su aspecto religioso, no sólo con el fin que la ciencia persigue en tales empresas, sino también, como observa el mismo Barandiarán:
```
Con el de acostumbrar a los alumnos del Seminario a observar el ambiente en que viven y en el que han de vivir y ejercer sus ministerios, y a darse cuenta de los fenómenos sociales y de los agentes que los provocan o los extinguen . 
```

La actividad que desarrolló Eusko Folklore estaba presidida por la convicción expresada por Barandiarán de que: 
```
Una sistemática recopilación de hechos ha de preceder a las generalizaciones científicas y al estudio comparativo de los materiales. 
```

Uno de sus programas, vinculado más estrictamente a lo que por entonces se entendía propiamente por folklore, era el estudio de la mentalidad popular a través de la recogida de leyendas, cuentos y creencias, así como los ritos o prácticas vinculados a tales creencias . Los resultados de esta investigación se ofrecían principalmente a través de hojas mensuales que llevaban por título Eusko-Folklore. “Materiales y Cuestionarios”. Otra de las características de la Sociedad de Eusko-Folklore fue el no limitarse al rescate de la cultura espiritual o mental tal como entendían entonces los folkloristas. 
Bien pronto comienzan a abordar investigaciones en torno a la cultura material. Así, en 1925 se inicia una prolongada campaña en torno a los “establecimientos humanos”, basándose en las pautas propuestas por las Sociedad Suiza del Folklore. Sin olvidar los temas folklóricos, Eusko-Folklore, de la mano de Brandiarán, progresará hacia una actividad etnográfica de carácter sistemático tal como se ve en los materiales que irán apareciendo en los sucesivos números del Anuario de Eusko-Folklore.
Por causa de la guerra civil de 1936, Barandiarán y muchos de sus colaboradores se ven obligados a exiliarse, a pesar de lo cual la iniciativa se mantiene viva. Barandiarán crea en Sara (País Vasco Septentrional) Ikuska, “Instituto Vasco de Investigaciones-Institut Basque de Recherches”. 
Al regreso a su tierra natal, a finales del año 1953, reemprende la labor interrumpida tras la guerra, instituyendo un Seminario de Etnología, en esta ocasión al amparo de la “Sociedad de Ciencias Aranzadi“ de San Sebastián. En la década de los setenta, reformula el plan de investigación con la finalidad de elaborar un Atlas Etnográfico de Vasconia. Para cumplir este cometido promueve los “Grupos Etniker”, con implantación en todo el territorio de Euskalerria. La creación de equipos de investigación etnográfica es una vocación permanente de Barandiarán desde aquel ideario inicial que alentó en los años veinte al crear la sociedad del Eusko folklore.

### Componentes
Los primeros miembros que formaban su Junta Directiva eran los siguientes: José Miguel de Barandiarán, Pbro., de Ataun (Guipúzcoa), Manuel de Lecuona, Pbro., de Oyarzun (Guipúzcoa), Eugenio de Larrañaga, de Elorrio (Vizcaya), José de Ariztimuño, de Tolosa (Guipúzcoa), León de Bengoa, de Zaldívar (Vizcaya), Manuel López, de Soscaño (Carranza-Vizcaya), Juan de Iruretagoyena, de Zarauz (Guipúzcoa), Juan de Aranguren, de Legazpia (Guipúzcoa), Leonardo de Guridi, de Oñate (Guipúzcoa), Andrés de Aguirre, de Lezama (Álava), Tiburcio de Ispitzua, de Larrabezúa (Vizcaya) y Félix de Zamalloa, de Amorebieta (Vizcaya). Posteriormente, habiéndose ausentado de Vitoria Juan de Aranguren y Manuel López, fueron nombrados para ocupar sus puestos Marcos de Maguna-Goicoechea, de las Encartaciones de Vizcaya y Julio San Pedro, de la Rioja Alavesa.
Además de la junta directiva que era renovada cada año, la Sociedad comprendió tres categorías de socios: Protectores, pagaban 10 pesetas anualmente, con derecho a recibir las publicaciones de la Sociedad; Numerarios, elegidos a propuesta de socios y por mayoría de votos, entre personas beneméritas de la ciencia folklórica vasca y Colaboradores, todas aquellas personas que se comprometieren a contestar a los cuestionarios de Eusko-Folklore". Los socios de número debían satisfacer la cuota anual de 5 pesetas; pero mientras sean Seminaristas, sólo tenían la obligación de presentar a la Sociedad un trabajo inédito de Folklore vasco, antes de primeros de noviembre de cada año.
Los socios de número tenían derecho al título y a las publicaciones de la Sociedad; a tomar parte con su voto en los asuntos de la Sociedad; a consultar obras y objetos de la Biblioteca y Museo de Eusko-Folklore, y cuando ocurriere su muerte, a una Misa que la Sociedad mandará se celebre en sufragio de su alma.

### Producción textual

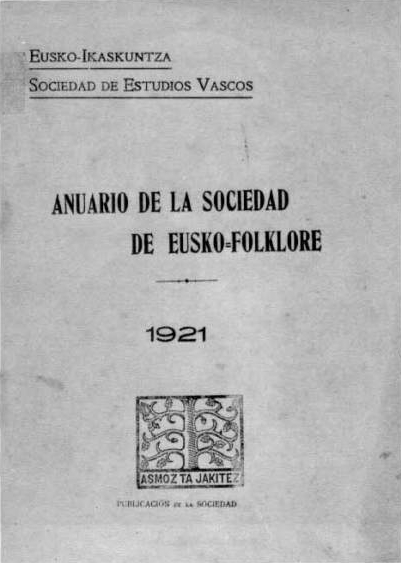
Portada del Anuario de la sociedad Eusko-Folklore.

Además de la hoja mensual de Materiales y Cuestionarios Eusko-Folklore, la Sociedad repartió en junio, entre sus colaboradores, cuatro cuestionarios, cuyos títulos fueron: El pueblo en la historia, Cualidades mentales del pueblo, Fiestas del año y Las jornadas de la vida. Luego publicó otro cuestionario encaminado a recoger el material folklórico referente a las fiestas de Nochebuena, Navidad, Inocentes, Año Viejo, Año Nuevo y Reyes.
Estos estudios así iniciados en el Seminario de Vitoria respondían al movimiento que, pocos años antes, había hecho surgir el P. Wilhelm Schmidt y sus colaboradores en el campo de la etnología religiosa y de la historia comparada de las religiones. A él se asoció Barandiarán el año 1922 en la "Semana Internacional de Etnología Religiosa" de Tilburgo (Holanda), donde expuso, en una conferencia, algunas de sus investigaciones. 
Parte de los materiales recogidos por los colaboradores -casi todos seminaristas- de aquella institución folklórica y etnográfica del seminario vitoriano, fue publicada en una revista mensual llamada "Eusko-Folklore" y en un volumen anual conocido con el nombre de "Anuario de Eusko-Folklore". Las investigaciones y la recopilación de datos se llevaban a cabo durante las vacaciones estivales con arreglo a cuestionarios previamente redactados. La Sociedad de Eusko-Folklore entabló relaciones con muchas instituciones o sociedades científicas de diversos países, particularmente con las Schweizerische Gesellschaft für Volskunde de Basilea, Société Française d'Ethnographie de París, Berliner Gesellschaft f. Anthr, Urgesch. u. Völkerkunde de Berlín, Abo-Akademi de Finlandia, Nordiska Muset de Estocolmo, Universidad de Hamburgo (Seminario de cultura románica), Rautenstach-Joest-Museum de Colonia, Columbia University de Nueva York, Studi Medievali de Florencia, Arxiu d'Etnografia de la Universidad de Barcelona, Sociedad Española de Antropología. Etnografía y Prehistoria de Madrid, Musée Basque de Bayona, etc. Con estas sociedades e instituciones científicas tenía la de Vitoria intercambio regular de sus publicaciones.

## Método de investigación
Desde sus inicios, la Sociedad de Eusko-Folklore entabló relaciones e intercambios con instituciones homólogas tanto españolas como europeas, recibiendo publicaciones especializadas en la investigación y en el estudio del folklore Estudis i Materials del Arxiu Dëtnografía i folklore de Catalunya, revue d´etnografie et des des traditions populaires de París, folklore de Londres, anthropos de Viena, Journal of American folklore de nueva York, etc. El contacto y la apertura del Eusko-Folklore a las corrientes que nutrían la etnología europea es una característica digna de señalar. Si su programa general estaba centrado en el estudio de las características del pueblo vasco, no es menos cierto que en su labor investigadora se seguían las pautas metodológicas avaladas por las autoridades e instituciones etnográficas más sobresalientes por aquellos años. En este sentido, la labor realizada por Eusko –Folklore en razón de sus registros fieles, rigurosos y sistemáticos marcará una ruptura con el folklorismo vasco anterior.
La actividad que desarrolló Eusko Folklore estaba presidida por la convicción expresada por Barandiarán de que: 
```
Una sistemática recopilación de hechos ha de preceder a las generalizaciones científicas y al estudio comparativo de los materiales. 
```

Uno de sus programas, vinculado más estrictamente a lo que por entonces se entendía propiamente por folklore, era el estudio de la mentalidad popular a través de la recogida de leyendas, cuentos y creencias, así como los ritos o prácticas vinculados a tales creencias . Los resultados de esta investigación se ofrecían principalmente a través de hojas mensuales que llevaban por título Eusko-Folklore Materiales y Cuestionarios. Otra de las características de la Sociedad de Eusko-Folklore fue el no limitarse al rescate de la cultura espiritual o mental tal como entendían entonces los folkloristas. 
Bien pronto comienzan a abordar investigaciones en torno a la cultura material. Así, en 1925 se inicia una prolongada campaña en torno a los “establecimientos humanos”, basándose en las pautas propuestas por las Sociedad Suiza del Folklore. Sin olvidar los temas folklóricos. De la mano de Brandiarán, progresará hacia una actividad etnográfica de carácter sistemático, tal como se ve en los materiales que irán apareciedo en los sucesivos números del Anuario de Eusko Folklore.
La Sociedad de Eusko-Folklore actuaba en un ambiente poco propicio a los métodos de investigación, donde era general la creencia de que la ciencia se adquiere sólo en los libros y se extrae de las regiones más profundas del espíritu, mediante elucubraciones en la soledad y en el silencio de una biblioteca selecta, siempre de espaldas al mundo y a sus constantes mudanzas. Por eso fue mirada al principio con indiferencia. El año 1924 la Sociedad de Eusko-Folklore llevaba ya publicados cuatro volúmenes, fruto de sus estudios y rebuscas en el País Vasco. Dado que se proclamaba que la Sociedad de Eusko-Folklore es, ante todo y sobre todo, católica, enderezará toda su actuación, aun en sus menores detalles, al mejor conocimiento y mayor servicio y amor de Dios. Someterá, por lo tanto, toda su labor cultural a la Iglesia católica, factor el más importante y transcendental de la cultura humana. 
Esta asociación fue luego incorporada a la mencionada Sociedad de Estudios Vascos, bajo los nombres de Laboratorio de Etnología y de Eusko Folklore y Centro de Investigaciones Prehistóricas Vascas. Los hombres de ciencia supieron hacer justicia a la actuación de la Sociedad de Eusko-Folklore y dieron testimonio del gran aprecio que hacían de sus investigaciones y publicaciones. Hoffman-Krayer, Krüger, Graebner, Delafosse y Van Gennet, autoridades de primer orden en el campo de la Etnología, las elogiaron, atribuyéndoles un gran valor.
He aquí, por ejemplo, lo que uno de estos sabios, F. Krüger, dice de los "Anuarios de Eusko-Folklore": 
```
Los estudios publicados son excelentes y los materiales interesantísimos. 
```

En el tomo I de la obra Folklore y Costumbres de España (Barcelona, 1931) se decía de estas publicaciones:
```
 Que cuentan hoy con ocho años consecutivos de existencia y son la más importante representación de la labor folklórica colectiva que podemos ofrecer en España. 
```

Su último número de preguerra aparece en 1935, quedando sin publicación el de 1936. Tras la contienda, el plan fue adoptado nuevamente por Barandiarán para insuflar vida a un Seminario de Etnología "Ikuska" que inició sus trabajos en 1955. Las investigaciones efectuadas por este Seminario, nueva versión de la Sociedad de Eusko-Folklore, se publicarán desde ese año en el "Anuario de Eusko-Folklore", bajo el patrocinio de la Sociedad de Ciencias Naturales Aranzadi. Al renacer Eusko Ikaskuntza en 1978, esta asumió el "Anuario" que traspasó luego a la Fundación Barandiarán.